# Бонишон, Джанни
Джанни Бонишон (Gianni Bonichon; 13 октября 1944, Нюс — 3 января 2010, Аоста) — итальянский бобслеист, серебряный призёр зимней Олимпиады 1972 года в Саппоро.
Занял второе место в мужских бобслейных состязаниях четвёрок на зимней Олимпиаде 1972 года, в составе команды, другими членами которой были Невио Де Зордо, Адриано Фрассинелли и Коррадо Даль Фаббро.
Неоднократный призёр различных бобслейных соревнований Италии в составе четвёрок и двоек.